# Anderson Paak
Brandon Paak Anderson (Oxnard, California, 8 de febrero de 1986), más conocido por su nombre artístico Anderson Paak (estilizado como Anderson .Paak), es un cantante, compositor, rapero, baterista y productor estadounidense. Lanzó su álbum debut, O.B.E. Vol. 1 en 2012, bajo el seudónimo de Breezy Lovejoy. Luego pasó a lanzar Venice en 2014, bajo su apodo actual. Anderson siguió con Malibu, en 2016, que recibió una nominación al Mejor Álbum Urbano Contemporáneo en los Premios Grammy. 
Además de su carrera en solitario, Paak también es la mitad de NxWorries, junto con el productor discográfico Knxwledge. Lo acompaña la banda The Free Nationals, que tocan una variedad de instrumentos como guitarra eléctrica, bajo, piano, teclados y batería, y también sirven como vocalistas de acompañamiento. 
En 2021 anunció un dúo junto a Bruno Mars, llamado Silk Sonic. El mismo lanzará su primer álbum llamado "An evening with Silk Sonic", aunque los artistas seguirán trabajando por separado.

## Primeros años
Anderson Paak nació en Oxnard, California, el 8 de febrero de 1986. Es de ascendencia afroamericana por parte de su padre y herencia coreana por parte de su madre, la cual nació en Corea del Sur durante la guerra de Corea de un soldado afroamericano y una mujer coreana. 
A la edad de siete años, Paak fue testigo de cómo su padre separado atacó a su madre: "Mi hermana pequeña y yo salimos fuera y mi papá estaba encima de mi madre. Había sangre en la calle. Fue arrestado y esa fue la última vez que lo vi. Creo que le dieron 14 años".

## Discografía

### Álbumes
- O.B.E. Vol. 1 (como Breezy Lovejoy) (2012)
- Lovejoy (como Breezy Lovejoy) (2012)
- Venice (2014)
- Malibu (2016)
- Yes Lawd! (con Knxwledge como NxWorries) (2016)
- Oxnard (2018)
- Ventura (2019)
- Jewelz  (2020)
- An evening with Silk sonic (con Bruno Mars) (2021)

### Extended plays
- Violets Are Blue (como Breezy Lovejoy) (2010)
- Cover Art (2013)
- The Anderson .Paak EP (con Blended Babies) (2015)
- Link Up & Suede
(con Knxwledge, como NxWorries)

### Sencillos
- «Drugs» (2014)
- «Miss Right» (2014)
- «Suede» (con Knxwledge, como NxWorries) (2015)
- «The Season / Carry Me» (2015)
- «Am I Wrong» (featuring ScHoolboy Q) (2015)
- «Link Up» (con Knxwledge, como NxWorries) (2015)
- «Room in Here» (con The Game) (2015)
- «Come Down» [7] (con T.I.) (2016)
- «Bubblin» (2018)
- «Tints» (ft. Kendrick Lamar) (2018)
- «Who R U?» (2018)
- ’Til It’s Over[8]
- Leave the Door Open (Bruno Mars, Anderson Paak, Silk Sonic) (2021)
- Skate (Silk Sonic)
- Smoking Out the Window (Silk Sonic)
- After Last Night (Silk Sonic)
- Still Life (RM)